# Pentaplatarthrus
Pentaplatarthrus is een geslacht van kevers uit de familie van de loopkevers (Carabidae). De wetenschappelijke naam van het geslacht is voor het eerst geldig gepubliceerd in 1833 door Westwood.

## Soorten
Het geslacht Pentaplatarthrus omvat de volgende soorten:
- Pentaplatarthrus bottegi Gestro, 1895
- Pentaplatarthrus dollmanni Wasmann, 1922
- Pentaplatarthrus focki Wasmann, 1919
- Pentaplatarthrus gestroi H.Kolbe, 1896
- Pentaplatarthrus natalensis Westwood, 1850
- Pentaplatarthrus paussoides Westwood, 1833
- Pentaplatarthrus schoutedeni Reichensperger, 1925
- Pentaplatarthrus vandamii Van de Poll, 1886